# Гондия (округ)
Гондия (маратхи गोंदिया जिल्हा; англ. Gondia) — округ в индийском штате Махараштра. Образован в 1999 году из части территории округа Бхандара. Административный центр — город Гондия. Площадь округа — 5425 км². По данным всеиндийской переписи 2001 года население округа составляло 1 200 707 человек. Уровень грамотности взрослого населения составлял 78,5 %, что выше среднеиндийского уровня (59,5 %). Доля городского населения составляла 11,9 %.